# The Pocatello Kid
Pour plus de détails, voir Fiche technique et Distribution.
The Pocatello Kid est un film américain réalisé par Phil Rosen, sorti en 1931.

## Synopsis
Pete Larkin, le chef d'une bande de voleurs, tente de forcer sa nièce Mary à épouser le shérif véreux Jim Bledsoe, qu'elle déteste. Mais peu avant le mariage, Jim est tué au cours d'une partie de cartes. Son frère jumeau, le Pocatello Kid, est blessé lors de son évasion de prison et rentre chez lui pour se rétablir. Le Kid s'évanouit à son arrivée en ville et, voyant une occasion de dissimuler la mort de Jim, Larkin dit à la troupe à la poursuite de Pocatello Kid que le corps de Jim est celui de l'homme qu'ils recherchent. Lorsque le Kid se réveille, Larkin lui dit qu'il a accidentellement tué son propre frère et qu'il doit prendre la place de Jim. Jim était un shérif véreux, mais maintenant que les éleveurs pensent qu'il a tué le Kid Pocatello, ils profitent de son changement d'attitude envers les criminels pour lui demander de lutter contre les voleurs qui les terrorisent. Le Kid est vraiment un homme bon et, parce qu'il est tombé amoureux de Mary, il procède aux arrestations. Cependant, après l'arrestation d'un des voleurs, ce dernier propose de dénoncer le véritable meurtrier de Jim en échange de sa libération. Après avoir appris la vérité, le Kid continue à lutter contre le gang de Larkin. Par vengeance, Larkin révèle l'identité du Kid, mais lorsque les éleveurs découvrent qu'il a arrêté tout le gang, ils lui demandent de continuer à jouer le rôle de shérif. Le Kid accepte et lui et Mary organisent leur mariage.

## Fiche technique
- Titre original : The Pocatello Kid
- Réalisation : Phil Rosen
- Scénario : Earle Snell
- Décors : Ralph De Lacy
- Photographie : Arthur Reed
- Son : John Stransky Jr.
- Montage : S. Roy Luby (en)
- Production : Phil Goldstone
- Société de production : Tiffany Productions
- Société de distribution : Tiffany Productions
- Pays de production :  États-Unis
- Langue originale : anglais
- Format : Noir et blanc  — 35 mm — 1,37:1 — son mono
- Genre : Western
- Durée : 61 minutes
- Dates de sortie : 
  - États-Unis : 6 décembre 1931
  - France : 21 février 1936

## Distribution
- Ken Maynard : Le Pocatello Kid / Jim Bledsoe
- Marceline Day : Mary
- Richard Cramer (en) : Pete Larkin
- Charles King : Trinidad